# Maasdonk
Maasdonk és un antic municipi de la província del Brabant del Nord, al sud dels Països Baixos. L'1 de gener del 2009 tenia 11.204 habitants repartits sobre una superfície de 37,32 km² (dels quals 0,09 km² corresponen a aigua). Limitava al nord amb Lith i Oss, a l'oest amb 's-Hertogenbosch, a l'est amb Bernheze i al sud amb Sint-Michielsgestel.
El municipi es va crear a l'1 de gener de 1993 amb la fusió dels municipis de Geffen i de Nuland. Va desaparèixer l'1 de gener de 2015 quan Geffen es va ajuntar al municipi d'Oss, i Nuland i Vinkel al de 's-Hertogenbosch.

## Centres de població
- Geffen
- Nuland
- Vinkel

## Ajuntament
- CDA 5 regidors
- Dorpsbelangen 4 regidors
- Partij Maasdonk 3 regidors
- Vooruitstrevende Partij Maasdonk 2 regidors
- Politieke Partij Dorp Vinkel 1 regidor